# Uniting Nations
Uniting Nations ist ein Danceprojekt von Paul Keenan und Daz Sampson aus England, das in Europa Ende 2004 und Anfang 2005 viel Erfolg mit dem Cover von Hall & Oates’ Out of Touch hatte. Der Song, der nur 163 Sekunden lang ist und kaum Songtext beinhaltet, stand in den UK-Charts mehrere Wochen lang auf Platz 7.

## Karriere
Ihr Follow-up-Song You and Me ist der erste Song, der von ihnen selbst geschrieben wurde, und stach durch die Stimmen vom neuen Frontman Craig Powell hervor. Die Single erreichte die Top 20 in Großbritannien und konnte sich noch bis auf Platz 15 hochkämpfen.
Ihr Debütalbum One World erschien am 14. November 2005 mit 12 Tracks, den Videos von Out of Touch und You & Me sowie verschiedenen Acapellas und Samples für DJs.
Ihre dritte Single Ai no corrida, die eine Auskopplung aus ihrem Album One World ist, wurde am 7. November 2005 in England veröffentlicht und von Laura More (bekannt aus dem Eric-Prydz-Video Call On Me) unterstützt.

## Diskografie

### Alben
- 2005: One World

### Singles
- 2004: Out of Touch
- 2005: You and Me
- 2005: Ai no corrida (feat. Laura More)
- 2006: Music in Me
- 2007: Do It Yourself (Go Out and Get It)
- 2008: Pressure Us (feat. Lucia Horn)

## Auszeichnungen für Musikverkäufe
| Goldene Schallplatte - Irland - 2006: für die Single Out of Touch |

Anmerkung: Auszeichnungen in Ländern aus den Charttabellen bzw. Chartboxen sind in ebendiesen zu finden.
| Land/RegionAuszeichnungen für Musikverkäufe (Land/Region, Auszeichnungen, Verkäufe, Quellen) | Silber  | Gold  | Platin | Verkäufe | Quellen        |
| -------------------------------------------------------------------------------------------- | ------- | ----- | ------ | -------- | -------------- |
| Irland (IRMA)                                                                                | —       | Gold1 | —      | 7.500    | irishcharts.ie |
| Vereinigtes Königreich (BPI)                                                                 | Silber1 | —     | —      | 200.000  | bpi.co.uk      |
| Insgesamt                                                                                    | Silber1 | Gold1 | —      |          |                |